# Park der Opfer des Faschismus

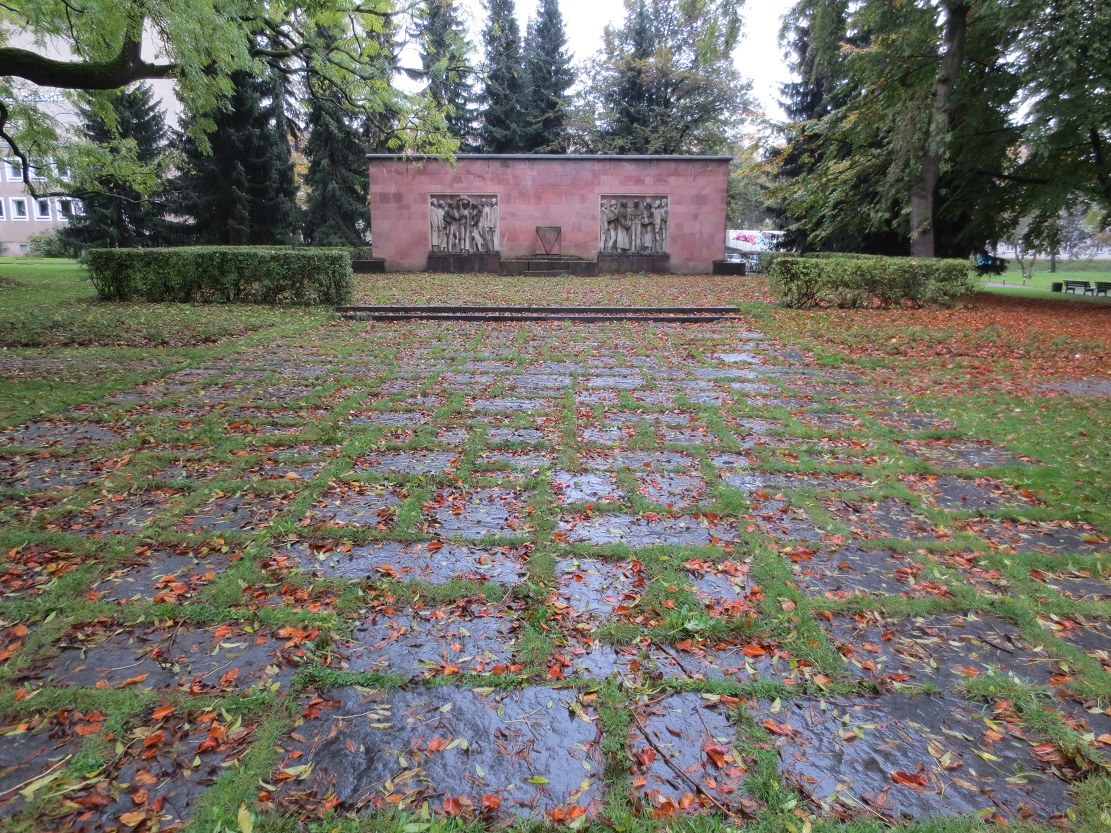
Denkmal für die Opfer des Faschismus

Der Park der Opfer des Faschismus in Chemnitz liegt südöstlich des Stadtzentrums entlang der Zschopauer Straße (Bundesstraße 174). Er umfasst das Gelände des früheren Johannisfriedhofes.

## Geschichte
Der frühere Johannisfriedhof befand sich südöstlich der Johanniskirche im heutigen Stadtzentrum. Er war seit dem 16. Jahrhundert der Chemnitzer Hauptfriedhof. Mit der industriellen Revolution gelangten die kirchlichen Friedhöfe an ihre Kapazitätsgrenze. Deshalb wurde dann schließlich ab 1871 der Städtische Friedhof an der Reichenhainer Straße angelegt.
Die meisten Gräber des ehemaligen Johannisfriedhofs wurden nach Auflösung des Friedhofes Anfang des 20. Jahrhunderts eingeebnet. 
Auf dem Gelände wurde am 14. September 1952 ein Mahnmal von Hanns Diettrich zum Gedenken an die Opfer des nationalsozialistischen Regimes eingeweiht.
Seit 1975 trägt die Fläche des ehemaligen Friedhofes den Namen Park der Opfer des Faschismus. Noch heute befinden sich jedoch im Park einige Gräber. Von der Zschopauer Straße aus kann man das Ehrengrabmal Franz Xaver Rewitzers sehen. Weiter östlich im Park liegt das Grab von Johann Ambrosius Weigand, ein Wegbereiter für die Turnsportbewegung und das Feuerwehrwesen in Chemnitz. Die Gräber gefallener deutscher und französischer Soldaten des Deutsch-Französischen Krieges, die so genannten „Franzosengräber“, wurden restauriert.

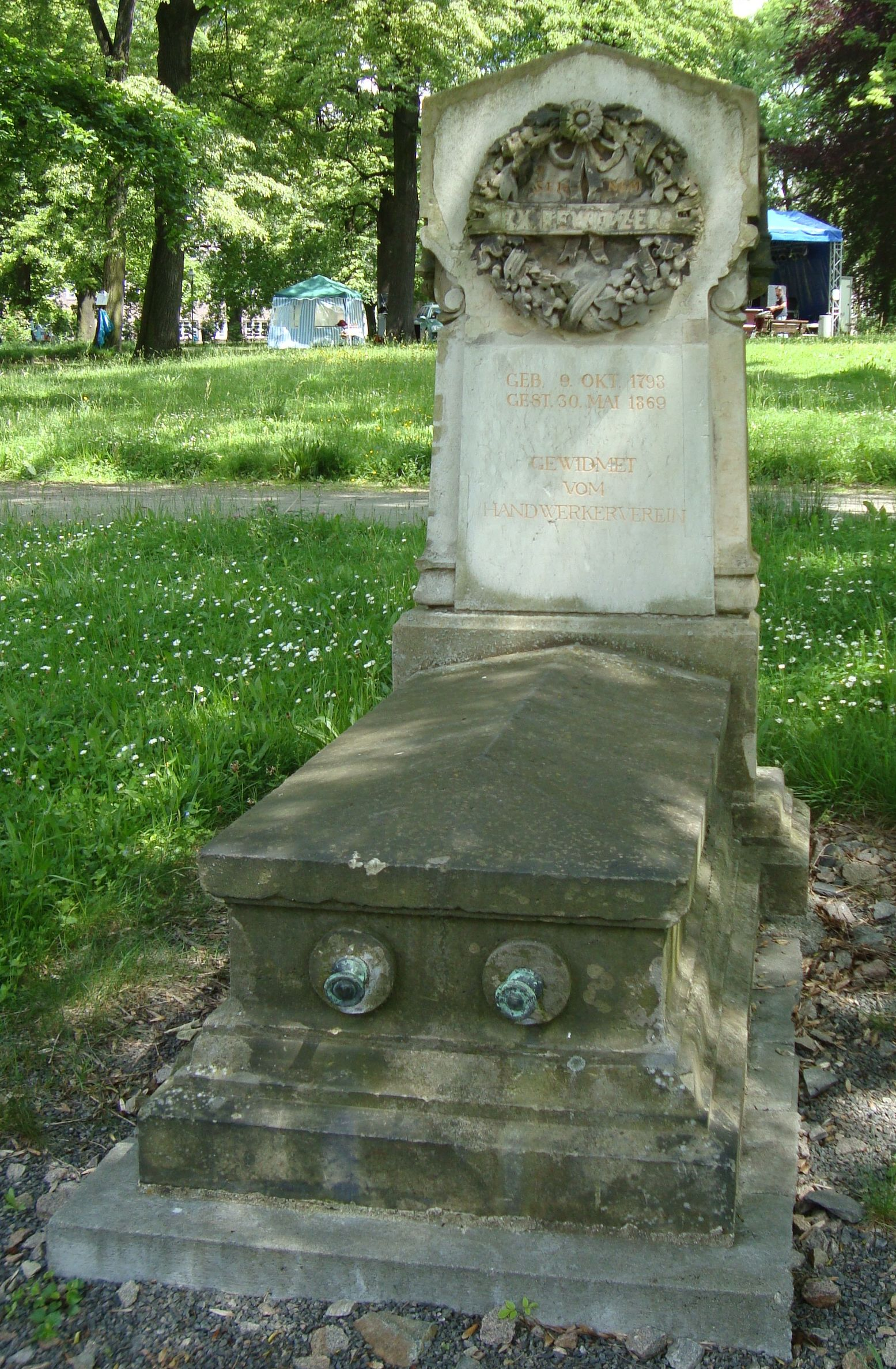
Rewitzers Grab im Park der Opfer des Faschismus
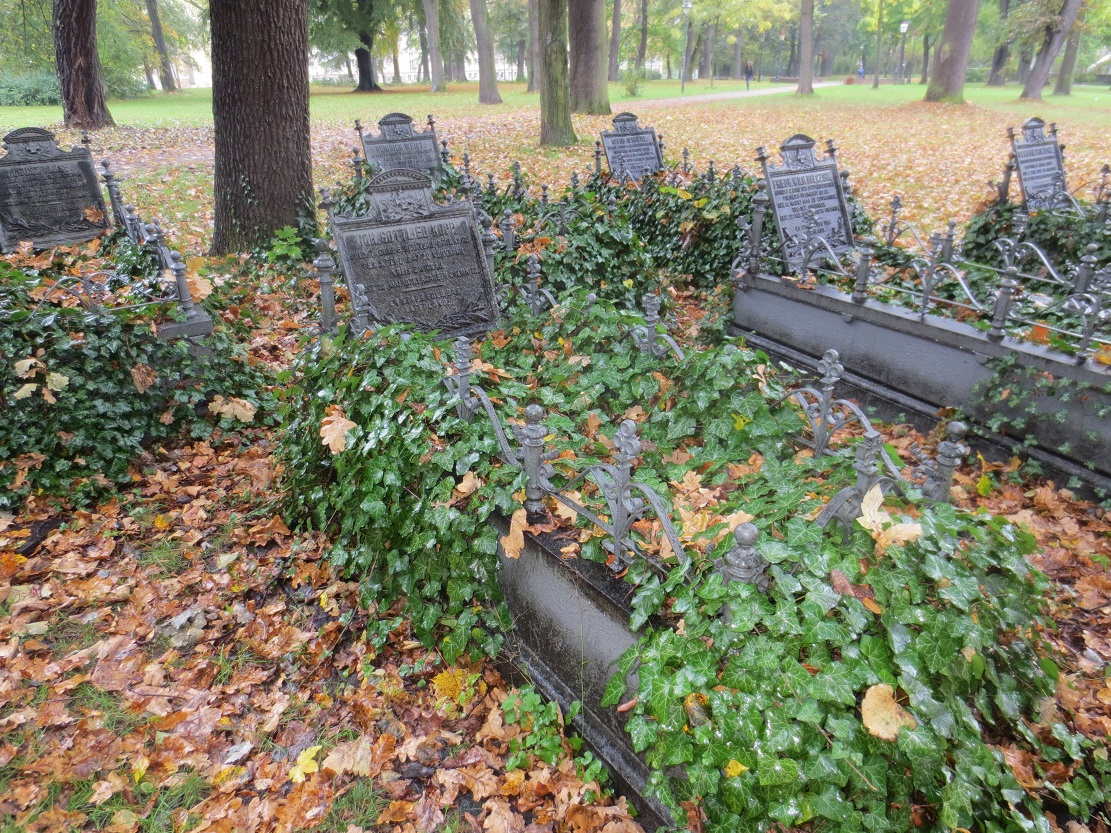
Franzosengräber
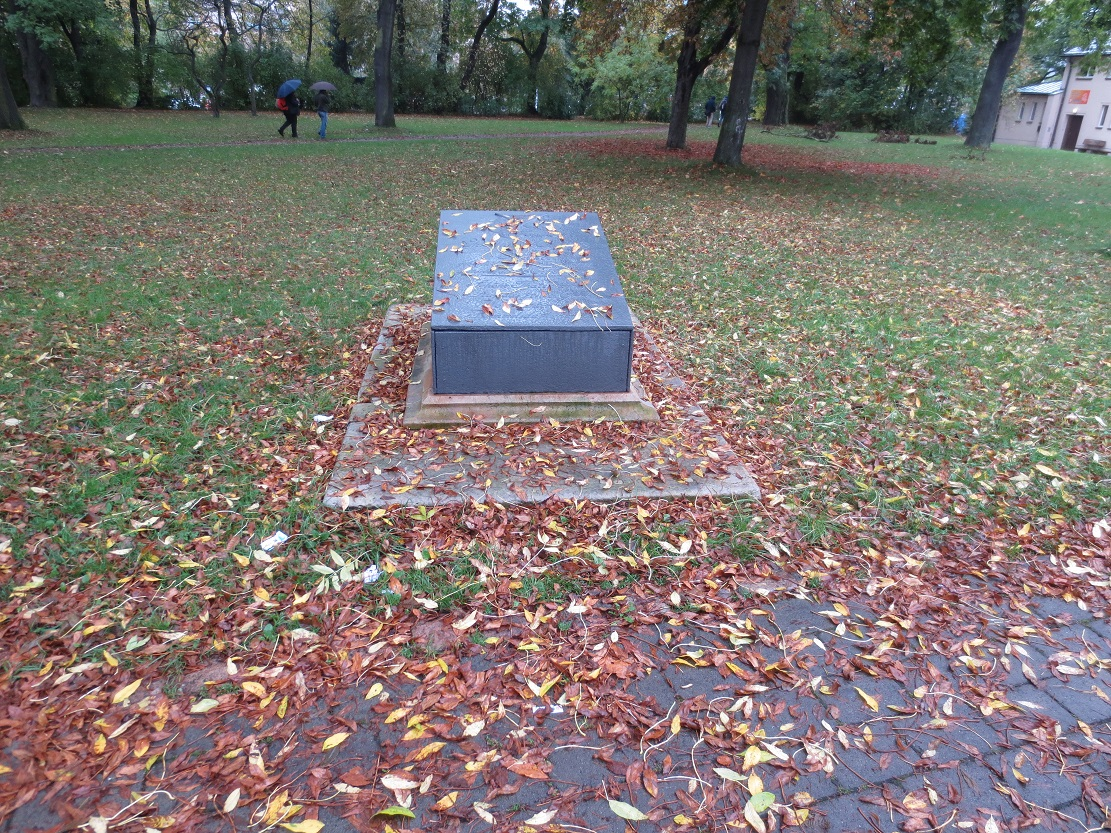
Grabmal für Christian Gottfried Becker
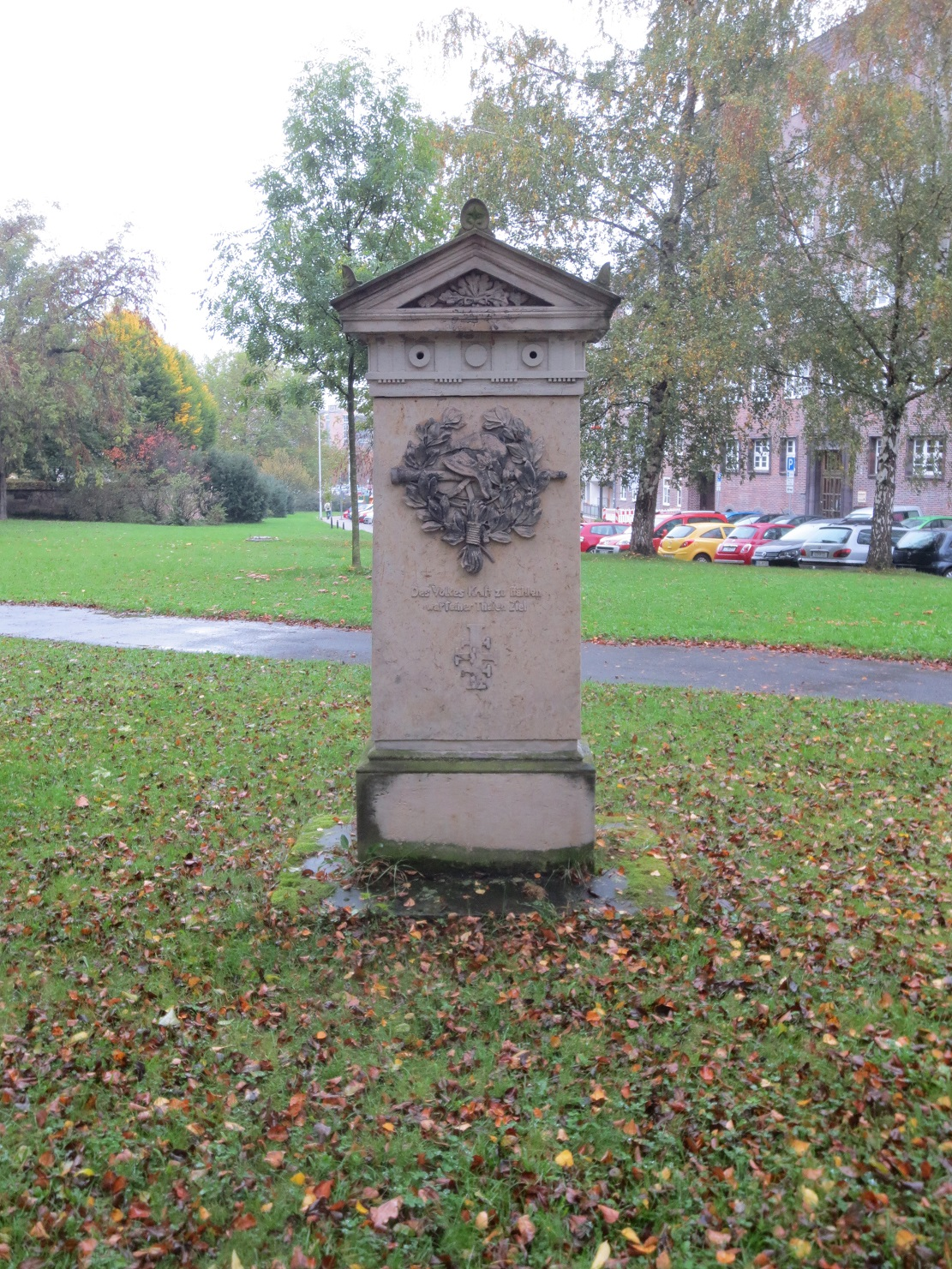
Gedenkstein für Johann Ambrosius Weigand